# Vecsés
Vecsés là một thành phố thuộc hạt Pest, Hungary. Thành phố này có diện tích 36,16 km², dân số năm 2010 là 20830 người, mật độ 576 người/km².